# Comté de Sunbury
Pour les articles homonymes, voir Sunbury.
Le comté de Sunbury est situé au centre du Nouveau-Brunswick, au Canada. Il y avait au total 27 143 habitants en 2011. Une grande base militaire, la BFC Gagetown, est située dans l'ouest du comté, au sud de la ville d'Oromocto. L'agriculture et la foresterie sont aussi présentes dans l'économie locale.

Le comté et ses municipalités

## Administration

### Communautés
| Numéro | Nom                            | Statut            | Population estimée (2021) | ± | Superficie (km²) | Densité |
| ------ | ------------------------------ | ----------------- | ------------------------- | - | ---------------- | ------- |
| 69     | Fredericton (partie)           | Cité              | 63961                     |   |                  |         |
| 60     | Fredericton Junction           | Village           | 704                       |   | 23,86            |         |
| 67     | Grand Lake (partie)            | Village           | 5485                      |   |                  |         |
| 65     | Oromocto                       | Ville             | 12148                     |   |                  |         |
|        | Oromocto 26                    | Réserve indienne  |                           |   | 0,28             |         |
| 63     | Sunbury-York South             | Communauté rurale | 6597                      |   |                  |         |
| DR 11  | Région-de-la-capitale (partie) | District rural    | 13794                     |   |                  |         |
| 61     | Tracy                          | Village           | 608                       |   | 29,39            |         |

| 2001   | 2006   | 2011   | 2016   |
| ------ | ------ | ------ | ------ |
| 25 776 | 25 542 | 27 143 | 27 644 |

### Ancienne administration territoriale
| Période                                  | Période | Identité             | Étiquette | Qualité                     |
| ---------------------------------------- | ------- | -------------------- | --------- | --------------------------- |
| 1927                                     | 1931    | Gordon Lawson        |           | Chirurgien dentiste         |
|                                          |         | Parker Glasier       |           | Fermier et homme d'affaires |
| 18??                                     | 18??    | Robert Duncan Wilmot |           | Fermier et homme d'affaires |
| 18??                                     | 18??    | Archibald Harrison   |           | Fermier                     |
| Les données manquantes sont à compléter. |         |                      |           |                             |